# Henri Dumon
Pour les articles homonymes, voir Dumon.
Henri-Joseph Dumon, né le 31 mai 1820 à Tournai et mort le 6 avril 1889, est un financier et homme politique belge.

## Biographie
Il est le fils d'Augustin Dumon-Dumortier, le frère d'Auguste Dumon et le beau-père d'Henri Duquesne Watelet de la Vinelle.

## Fonctions et mandats
- Membre de la Chambre de commerce de Tournai : 1847-1864
- Administrateur de la Banque nationale d'escompte de Tournai : 1855-1889
- Administrateur de la S.A. pour la Fabrication de l'Acier par les procédés Chenot en France : 1857
- Membre du Conseil suprême de Commerce et d'Industrie : 1863-1876
- Président de la Chambre de commerce de Tournai : 1865-1875
- Conseiller communal de Tournai : 1872-1878
- Membre du directoire de l'Hôpital civil de Tournai : 1875-1880
- Sénateur par l'arrondissement de Tournai : 1884-1889

## Sources
- Le Parlement belge, p. 284
- J. Stengers, J.-L. De Paepe, M. Gruman, Index des éligibles au Sénat (1831-1893), Brussel, 1975.
- B.N.B., Notices Biographiques, 1850-1960, Brussel, s.d. (1960), p. 124.
- J. Laureyssens, Industriële naamloze vennootschappen in België, 1819-1857, in: "Cahiers du Centre interuniversitaire d'Histoire contemporaine", t. 78, 1975, p. 624.